# Сент Франсисвил (Илиноис)
Сент Франсисвил (енгл. St. Francisville) град је у америчкој савезној држави Илиноис. По попису становништва из 2010. у њему је живело 697 становника.

## Демографија
Према попису становништва из 2010. у граду је живело 697 становника, што је 62 (8,2%) становника мање него 2000. године.
| Група             | 2000.       | 2010.       |
| Белци             | 753 (99,2%) | 670 (96,1%) |
| Афроамериканци    | 1 (0,1%)    | 3 (0,4%)    |
| Азијати           | 0 (0,0%)    | 0 (0,0%)    |
| Хиспаноамериканци | 0 (0,0%)    | 8 (1,1%)    |
| Укупно            | 759         | 697         |